# Natanael Berg
Carl Natanael Rexroth-Berg (Estocolmo, 9 de fevereiro de 1879 - Estocolmo, 14 de outubro de 1957) foi um compositor sueco, que possuiu uma cadeira na Associação de Compositores Suecos. Suas composições incluíram sinfonias, concertos de violino, canções e óperas.